# Alfred Douglas

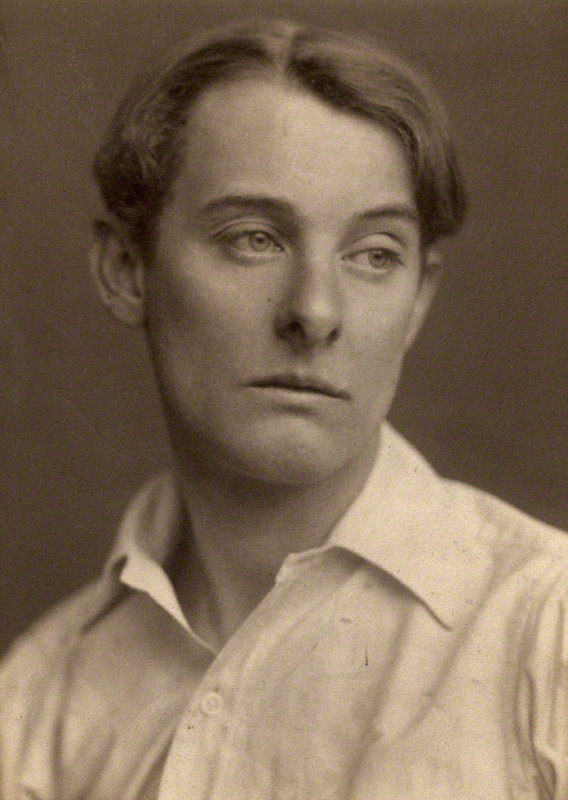
Alfred Douglas, 1903

Lord Alfred Bruce Douglas (* 22. Oktober 1870 in Worcestershire; † 20. März 1945 in St. Andrews) war ein britischer Dichter, Übersetzer und Schriftsteller. Berühmt wurde er als Freund und Liebhaber des irischen Schriftstellers Oscar Wilde.

## Leben

### Jugend
Alfred Douglas war der dritte Sohn des John Douglas, 9. Marquess of Queensberry und seiner ersten Ehefrau Sybil Montgomery. Seine Mutter gab ihm als Kind den Kosenamen „Bosie“, dies ist eine Verniedlichung von „boy“, in Deutsch ähnlich „Jungchen“ oder „Bübchen“. „Bosie“ blieb Alfreds lebenslanger Spitzname.
Alfreds Beziehung zu seiner Mutter war sehr liebevoll; das Verhältnis mit dem von Zeitgenossen als aggressiv und exzentrisch beschriebenen Vater war angespannt und problematisch.
Douglas besuchte von 1884 bis 1888 das Winchester College. 1889 bis 1893 war er Student am Magdalen College der University of Oxford und verließ die Universität ohne Abschluss.
Während der Zeit in Oxford hatte Douglas homosexuelle Kontakte zu Kommilitonen und Prostituierten.

### Die Zeit mit Oscar Wilde

#### Jahre der Partnerschaft

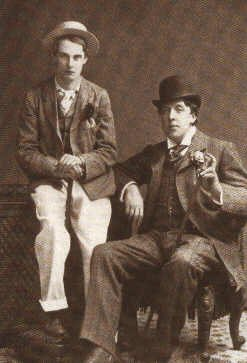
Alfred Douglas und Oscar Wilde, 1894

1891 lernte Douglas den damals 37-jährigen Schriftsteller Oscar Wilde kennen. Das Verhältnis der beiden war zunächst freundschaftlich. Wilde gab dem viel jüngeren Douglas die intellektuelle Stimulanz und Anerkennung, die Douglas bei seinem Vater vermisste. Ein halbes Jahr nach ihrem ersten Zusammentreffen wurde aus der Freundschaft eine Partnerschaft, die bis zu Wildes Verhaftung 1895 andauern sollte. Laut Aussagen von Douglas und Wilde endete ihre sexuelle Beziehung bereits nach kurzer Zeit und wurde zu einer rein emotionalen Liebesbeziehung. Douglas führte Wilde in die Londoner „demi-monde“ der männlichen Prostituierten ein, in welcher der ältere Schriftsteller im Gegensatz zu seinem jungen Partner noch keine Erfahrungen gemacht hatte.
Auch in Alfreds Verhältnis zu Wilde gab es Differenzen, die oft durch die unterschiedliche Standeszugehörigkeit (Adel und Bürgertum) und damit verbundene Lebenshaltung bedingt waren. Besonders die gemeinsame Finanzierung ihres extravaganten Lebensstils führte zu häufigen Konflikten.
1893 hatte Douglas eine kurze Affäre mit George Cecil Ives, einem Studienfreund.

#### Die Prozesse

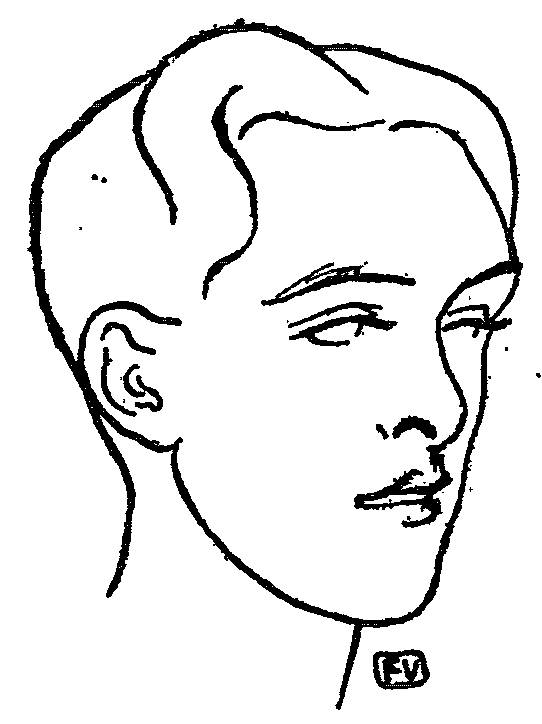
Zeichnung von Félix Vallotton, in: La Revue blanche, 1896

1895 hinterließ Alfreds Vater, der seit längerer Zeit ein „anstößiges“ Verhältnis zwischen Wilde und seinem Sohn vermutete, in Wildes Klub eine an den Schriftsteller adressierte Visitenkarte mit der schwer leserlichen Aufschrift „To Oscar Wilde / posing somdomite [sic]“ (Für Oscar Wilde / posierender Sodomit (Homosexueller)).
Auf Alfreds Drängen hin und entgegen den Ratschlägen anderer Bekannter reichte Wilde eine Verleumdungsklage gegen den Marquis von Queensberry ein. Wilde verlor den Prozess und wurde selbst unter Anklage der Unzucht verhaftet. Douglas’ Gedicht Two Loves wurde im Prozess gegen Wilde verwendet (Das Gedicht endet mit der Zeile: „the love that dare not speak its name“, eine Umschreibung der gleichgeschlechtlichen Liebe vor allem zwischen Männern). Wilde wurde zu zwei Jahren Zuchthaus mit Zwangsarbeit verurteilt.
Auch Douglas’ potentielle sittliche Vergehen wurden rechtlich geprüft, das mögliche Strafverfahren wurde jedoch wegen beschlossener Geringfügigkeit nicht aufgenommen. Douglas verließ in der Folge England und reiste durch Europa und nach Ägypten.
Nach Wildes Haftentlassung trafen sich Wilde und Douglas wieder und lebten einige Wochen lang gemeinsam in Neapel. Danach beendeten sie ihre Beziehung endgültig.
1912 erschien Arthur Ransomes Buch Oscar Wilde: A Critical Study. Ransome machte erstmals publik, dass der von Wilde im Gefängnis geschriebene und postum veröffentlichte Text De Profundis ein an Douglas gerichteter Brief war. Die in dem Brief enthaltenen Vorwürfe gegen Douglas zeichnen das Bild eines selbstsüchtigen, parasitären Menschen. Wilde wollte den Text zu seinen Lebzeiten nie veröffentlichen.
In den folgenden Jahren äußerte sich Douglas oft abfällig über Wilde und bestritt eine Verbindung zu dem Schriftsteller, die über eine oberflächliche Freundschaft hinausging. 1918 bezeichnete Douglas Wilde während einer Zeugenaussage in einem Rufmordprozess der Tänzerin Maud Allan als: „Die größte Macht des Bösen, die in den letzten 350 Jahren in Europa aufgetaucht ist“ (“the greatest force for evil that has appeared in Europe during the last three hundred and fifty years”). Später bedauerte er dieses Verhalten und gibt De Profundis als Grund für seinen Groll gegen Wilde an.

### Weiteres Leben

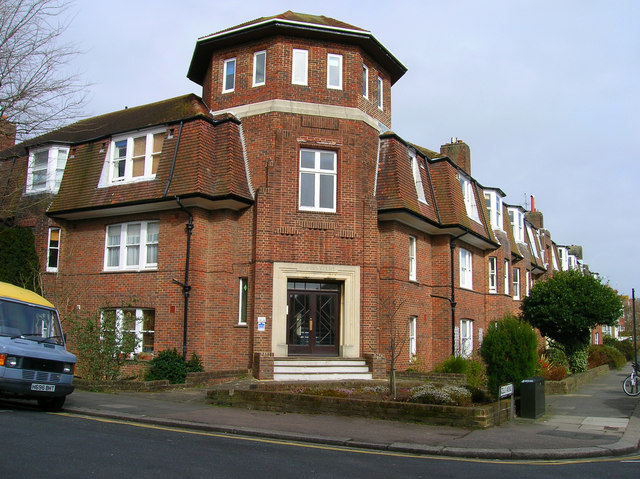
Das Haus, in dem Alfred Douglas von 1935 bis 1944 in Brighton wohnte

Nach Wildes Tod im Jahre 1900 lernte Douglas die Dichterin Olive Eleanor Custance kennen. Die beiden heirateten 1902 und bekamen im gleichen Jahr einen Sohn, Raymond Wilfred Sholto Douglas (17. November 1902 bis 10. Oktober 1964).
1911 konvertierte Douglas zum katholischen Glauben.
1923 wurde Douglas zu einer sechsmonatigen Haftstrafe wegen Rufmords verurteilt: Er hatte Winston Churchill als Verbündeten einer „jüdischen Verschwörung“ bezichtigt, die den Tod des britischen Kriegsministers Horatio Herbert Kitchener zu verantworten hätte. Die Haft schadete Douglas’ Gesundheitszustand langfristig.
Sein Sohn Raymond litt an Schizophrenie und wurde 1927 in das St. Andrews Hospital, ein Heim für psychisch Kranke, eingewiesen. Dort lebte er bis zu seinem Tod 1964.
1944 verstarb Douglas’ Frau Olive an einem Schlaganfall.
1945 starb Douglas an einer Herzinsuffizienz. Er wurde neben seiner Mutter auf dem Franziskaner-Friedhof in Crawley, West Sussex, bestattet.

## Werk

### Gedichtbände
- Poems (1896)
- Tails with a Twist 'by a Belgian Hare' (1898)
- The City of the Soul (1899)
- The Duke of Berwick (1899)
- The Placid Pug (1906)
- The Pongo Papers and the Duke of Berwick (1907)
- Sonnets (1909)
- The Collected Poems of Lord Alfred Douglas (1919)
- In Excelsis (1924)
- The Complete Poems of Lord Alfred Douglas (1928)
- Sonnets (1935)
- Lyrics (1935)
- The Sonnets of Lord Alfred Douglas (1943)

### Sachliteratur
- Oscar Wilde and Myself (1914)
- The Autobiography of Lord Alfred Douglas (1929. 2. bearbeitete Ausgabe 1931)
- The True History of Shakespeare’s Sonnets (1933)
- Without Apology (1938)
- Ireland and the War Against Hitler (1940)
- Oscar Wilde: A Summing Up (1940)
- The Principles of Poetry (1943)